# Olympische Sommerspiele 2024/Teilnehmer (São Tomé und Príncipe)
| Gelbes Symbol für Goldmedaillen mit stilisierten Olympischen Ringen | Graues Symbol für Silbermedaillen mit stilisierten Olympischen Ringen | Braundes Symbol für Bronzemedaillen mit stilisierten Olympischen Ringen |
| ------------------------------------------------------------------- | --------------------------------------------------------------------- | ----------------------------------------------------------------------- |
| —                                                                   | —                                                                     | —                                                                       |

São Tomé und Príncipe nahm an den Olympischen Spielen 2024 vom 26. Juli bis zum 11. August 2024 in Paris mit drei Athleten (1 Mann, 2 Frauen) teil. Es war die insgesamt achte Teilnahme an Olympischen Sommerspielen.

## Teilnehmer nach Sportarten

### Judo
| Athleten             | Wettbewerb       | 1. Runde   | 1. Runde | 2. Runde | 2. Runde | Achtelfinale  | Achtelfinale  | Viertelfinale | Viertelfinale | Halbfinale / Trostrunde | Halbfinale / Trostrunde | Finale / Platz 3 | Finale / Platz 3 | Rang |
| Athleten             | Wettbewerb       | Gegner     | Ergebnis | Gegner   | Ergebnis | Gegner        | Ergebnis      | Gegner        | Ergebnis      | Gegner                  | Ergebnis                | Gegner           | Ergebnis         | Rang |
| -------------------- | ---------------- | ---------- | -------- | -------- | -------- | ------------- | ------------- | ------------- | ------------- | ----------------------- | ----------------------- | ---------------- | ---------------- | ---- |
| Männer               |                  |            |          |          |          |               |               |               |               |                         |                         |                  |                  |      |
| Roldeney de Oliveira | Klasse bis 73 kg | I. Wandtke | 0s2:10   | —        | —        | ausgeschieden | ausgeschieden | ausgeschieden | ausgeschieden | ausgeschieden           | ausgeschieden           | ausgeschieden    | ausgeschieden    | 17   |

### Kanu

#### Kanurennsport
| Athleten          | Wettbewerb | Vorlauf | Vorlauf | Viertelfinale | Viertelfinale | Halbfinale    | Halbfinale    | A/B-Finale    | A/B-Finale    | Rang |
| Athleten          | Wettbewerb | Zeit    | Rang    | Zeit          | Rang          | Zeit          | Rang          | Zeit          | Rang          | Rang |
| ----------------- | ---------- | ------- | ------- | ------------- | ------------- | ------------- | ------------- | ------------- | ------------- | ---- |
| Frauen            |            |         |         |               |               |               |               |               |               |      |
| Hermínia Teixeira | C1 200 m   | 59,44 s | 6       | 1:00,28 min   | 8             | ausgeschieden | ausgeschieden | ausgeschieden | ausgeschieden | 31   |

### Leichtathletik
Laufen und Gehen
| Athleten      | Wettbewerb | Qualifikationslauf | Qualifikationslauf | Vorlauf | Vorlauf | Halbfinale    | Halbfinale    | Finale        | Finale        | Rang |
| Athleten      | Wettbewerb | Zeit               | Rang               | Zeit    | Rang    | Zeit          | Rang          | Zeit          | Rang          | Rang |
| ------------- | ---------- | ------------------ | ------------------ | ------- | ------- | ------------- | ------------- | ------------- | ------------- | ---- |
| Frauen        |            |                    |                    |         |         |               |               |               |               |      |
| Gorete Semedo | 100 m      | 11,44 s            | 1                  | 11,43 s | 6       | ausgeschieden | ausgeschieden | ausgeschieden | ausgeschieden | 46   |